# Schriftstellerhaus am Sewansee

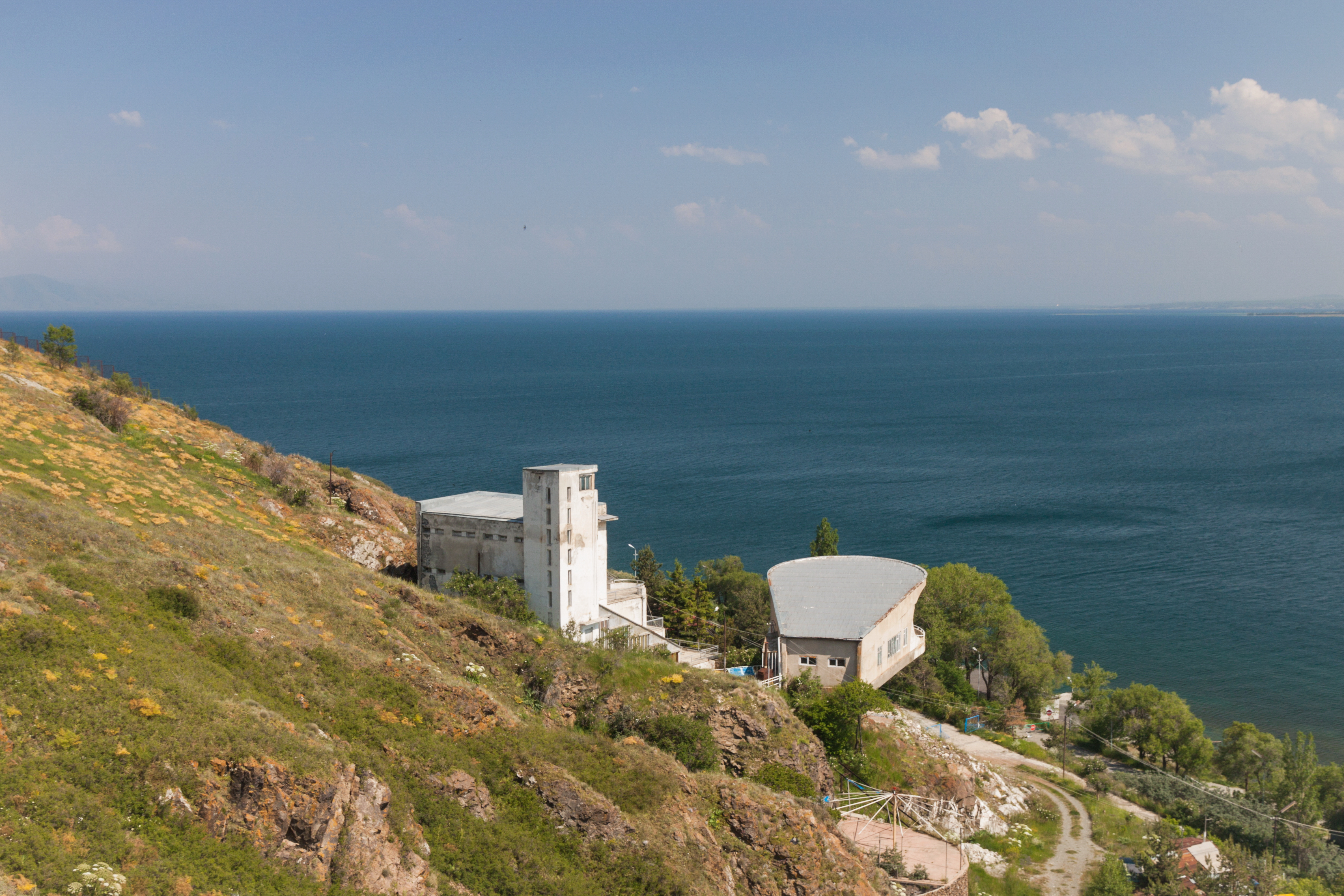
Schriftstellerhaus am Sewansee von oben

Das Schriftstellerhaus am Sewansee ist ein Gebäude-Ensemble, das als Erholungs-, Arbeits- und Begegnungsort für Schriftsteller gebaut und genutzt worden ist. Das Schriftstellerhaus besteht aus drei Gebäuden: einem Haus mit Gästezimmern, einem Haus mit einem großen Speisesaal und einem Kesselhaus.

## Lage
Das Schriftstellerhaus liegt auf einem Hanggrundstück auf der Sewanhalbhinsel am Sewansee. Bei Fertigstellung des ersten Gebäudes Anfang war die Sewaninsel noch eine Insel. Infolge des absinkenden Wasserspiegels ab 1936 wurde sie zu einer Halbinsel.
In unmittelbarer Nachbarschaft zum Schriftstellerhaus liegen das Kloster Sewanawank, die Wasgenische Theologische Akademie und die Sommerresidenz des armenischen Präsidenten.

## Entstehungsgeschichte

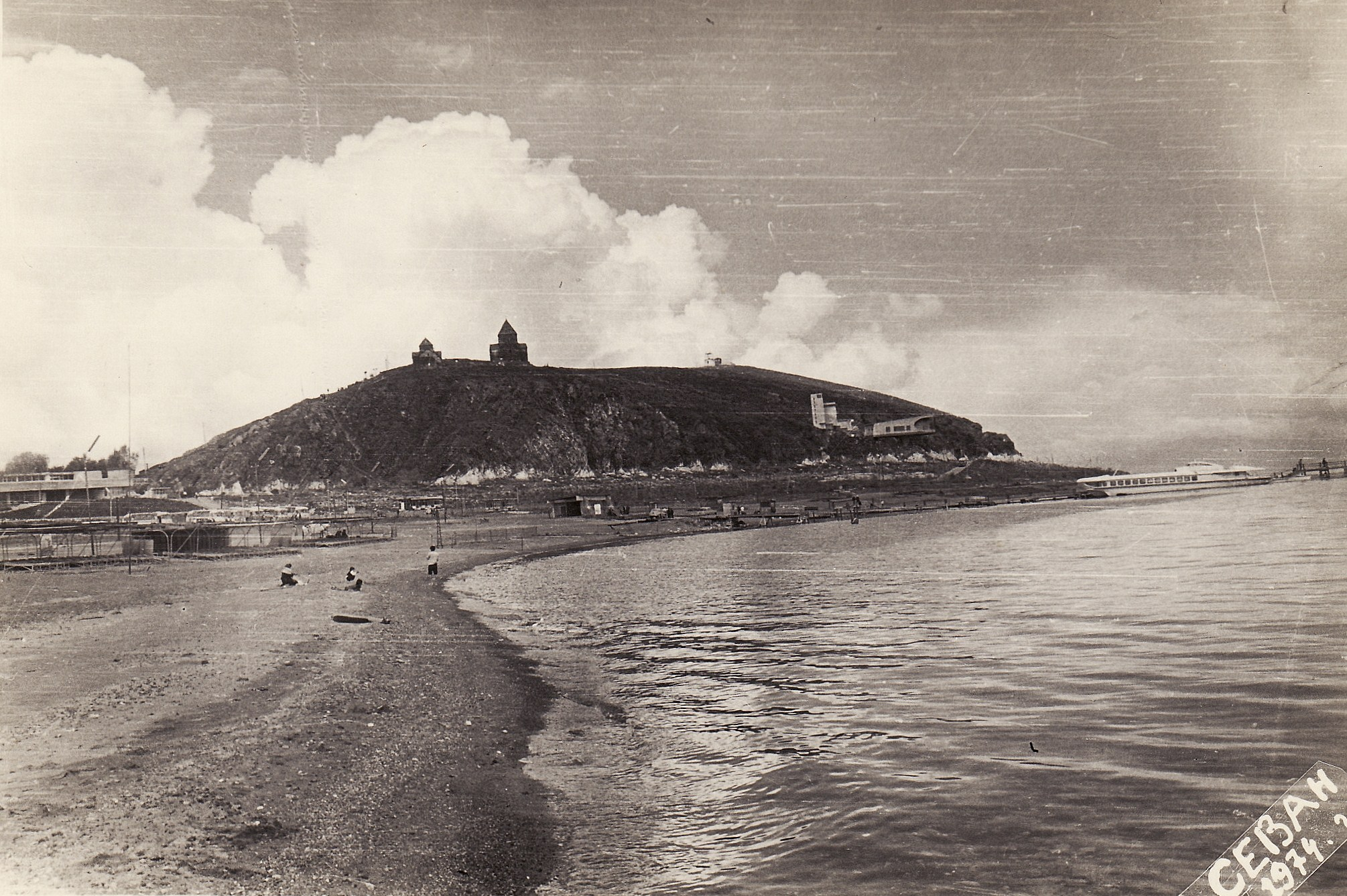
Schriftstellerhaus am Sewansee unterhalb des Klosters Sewanawank 1974

Das Gebäude-Ensemble wurde in zwei Phasen gebaut. Zunächst entstand ein Haus mit Gästezimmern in den Jahren 1932 bis 1935 am Ende der ersten Moderne der Sowjetunion. Entworfen wurde es von Gevorg Kochar und Mikael Mazmanyan. Das Haus bestand zu diesem Zeitpunkt aus vier Etagen, wobei die beiden oberen Etagen gegenüber den unteren Etagen dem Hang folgende nach hinten versetzt waren.
Gevorg Kochar und Mikael Mazmanyan wurden 1937 während des Großen Terrors verhaftet und zu 15 Jahren Arbeitslager Gulag verurteilt. Sie waren bis 1954 im Besserungs- und Arbeitslager Norilsk (NoriLag) in Sibirien inhaftiert. Beide Architekten überlebten das Lager.
1963, in der Zeit der zweiten Moderne der Sowjetunion, wurde Gevorg Kochar beauftragt, das Gästehaus zu erweitern und ein Gemeinschaftshaus sowie ein Kesselhaus hinzuzufügen. Er ergänzte das am Hang liegenden Gästehaus um eine weitere Etage nach unten, die nach vorne versetzt ist, so dass das Gästehaus heutzutage dreifachgestuft ist. Das neue Gemeinschaftsgebäude ruht auf einer einzelnen Säule, die auf einem steilen Hügel steht. Das eingeschossige Haus hat eine geschwungene, ovale Form, die in Richtung See weit nach vorne kragt. Der zum See hin liegende Speisesaal öffnet sich mittels eines großen Panoramafensters. Zum Hang hin ist das Gebäude mit dem Felsen verbunden. In diesem Teil sind Küche, Lager und Sanitäranlagen untergebracht. Das Kesselhaus liegt etwas hinter Felsen versteckt östlich des Gästehauses. Gemeinschafts- und Kesselhaus wurden 1965 fertiggestellt.
1969 baute Gevorg Kochar unweit des Schriftstellerhauses an der Spitze der Sewanhalbinsel ein zylindrisches, viergeschossiges Haus als Sommerresidenz für den Vorsitzenden des Präsidiums des obersten Sowjets. Das Gebäude wird heute vom armenischen Präsidenten als Sommerresidenz genutzt und ist nicht öffentlich zugänglich.

## Nutzung

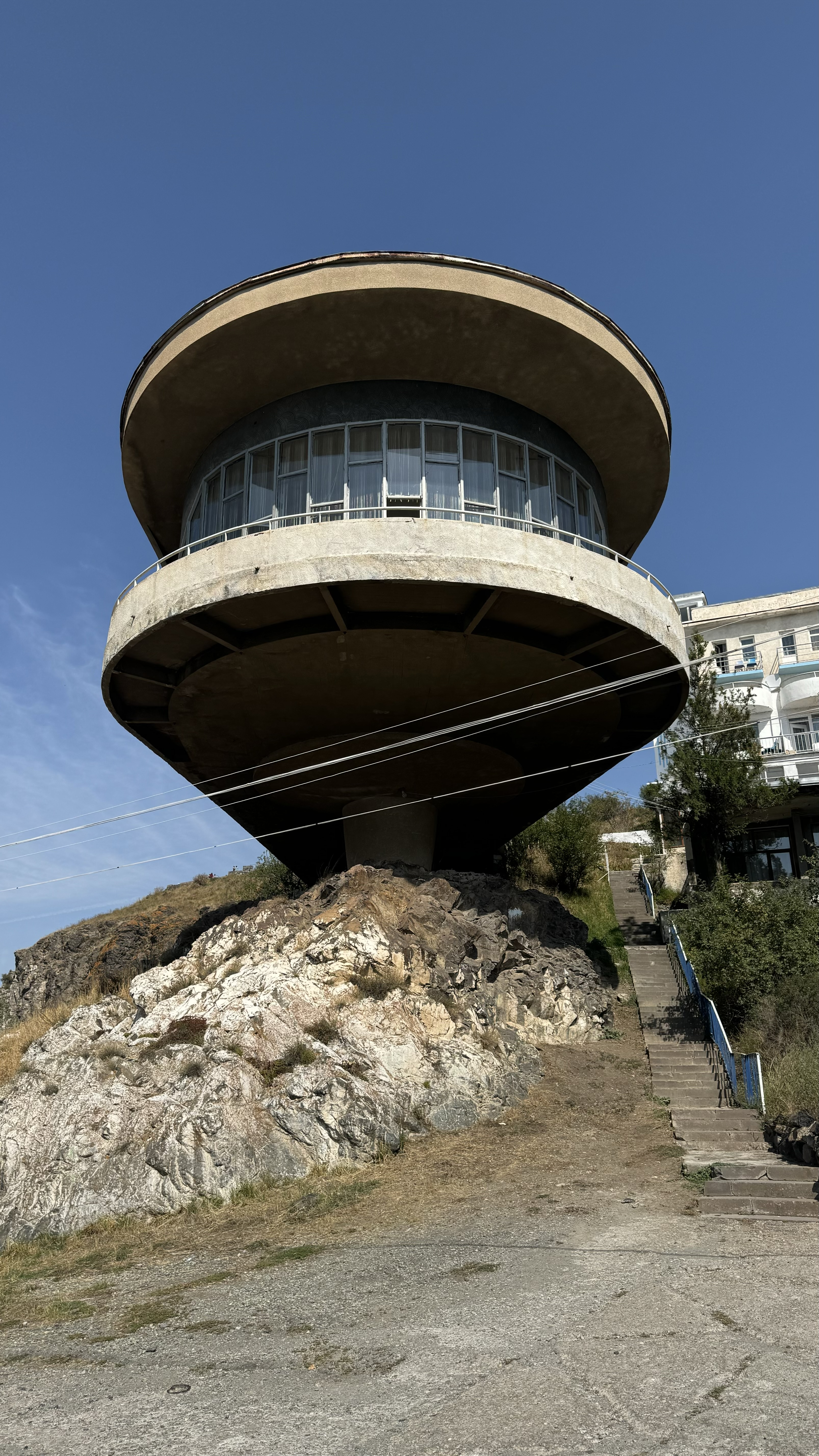
Gemeinschaftshaus von unten

Das Gebäude-Ensemble wurde von der 1934 gegründeten Union der Schriftsteller Armeniens als Begegnungsort für Schriftsteller betrieben. Die Schriftstellerunion lud Schriftsteller aus der ganzen Sowjetunion an den Sewansee ein. Auch Gäste aus dem westlichen Ausland waren dort, z. B. 1963 Jean-Paul Sartre und Simone de Beauvoir.
Heutzutage ist es öffentlich zugänglich. Das Haus mit den Gästezimmern wird als Hotel genutzt. Das Haus mit dem großen Speisesaal ist ein Café und Restaurant.

## Rezeption
Das Gemeinschaftshaus wird aufgrund seines markanten Erscheinungsbildes häufig abgebildet. So ist  es z. B. zu sehen auf dem Plakat zur Ausstellung „Sowjetmoderne 1955-1991, Unbekannte Geschichten“, die vom 8. November 2012 bis zum 25. Februar 2013 im Architekturzentrum Wien gezeigt worden ist.